# Dischidia chinensis
Dischidia chinensis är en oleanderväxtart som beskrevs av Champion och George Bentham. Dischidia chinensis ingår i släktet Dischidia och familjen oleanderväxter. Inga underarter finns listade i Catalogue of Life.